# فهرست استانداردهای ایزو
این یک فهرست ناقص است که ممکن است هرگز کامل نشود. شما می‌توانید با استفاده از منابع معتبر به گسترش آن کمک نمایید.
حدود ۳۰۰ استاندارد ایزو به صورت رایگان/عمومی در دسترس هستند که در زیر آمده‌اند.
- پژوهش ای در ثبت عنوانها (عنوان کتابها و نشریات) و انتشارات
- ایزو ۷ مربوط به جوشکاری و قلاویز لوله‌ها در فشار و موانع عبور هوا
- ایزو ۹ مربوط به اطلاعات و اسناد - ترجمه کاراکترهای Cyrillic (این کاراکترها به زبان‌های روسی و بلغاری وابسته‌اند) به Roman , Slavic و Non-Slavic کاراکتر
- ایزو ۱۶ مربوط به صوت‌شناسی
- ایزو ۳۱ مربوط به استاندارهای کمی و مقداری
- ایزو ۱-۶۸ مربوط به استاندارهای متریک پیچ و قلاویز
- ایزو ۲۱۶ مربوط به اندازه‌های استاندارد کاغذ همانند کاغدارهای بلندی صدا براساس منحنی Fletcher
- ایزو ۲۲۶:۲۰۰۳ مربوط به استاندارهای بلندی صدا براساس همگنی شدت صدا
- ایزو ۱-۲۲۸ مربوط به استاندارهای جوشکاری و مفصل بندی لوله‌ها بر اساس طراحی، تحمل فشار و ابعاد
- ایزو ۲۳۳:۱۹۸۴ مربوط به اطلاعات و اسناد - ترجمه کاراکترهای عربی به رومن(Roman)
  - ایزو ۲ ۲۳۳:۱۹۹۳ مربوط به اطلاعات و اسناد - ترجمه کاراکترهای عربی به رومن
- ایزو ۲۵۹:۱۹۸۴ مربوط به اطلاعات و اسناد - ترجمه کاراکترهای عبری به رومن
  - ایزو ۲-۲۵۹:۱۹۹۴ مربوط به اطلاعات و اسناد - ترجمه کاراکترهای عبری به رومن
- ایزو ۲۶۲ مربوط به استاندارهای اندازه‌ای و متریک پیچ و مهره
- ایزو ۵۰۰ مربوط به استاندارهای تراکتورها
- ایزو ۶۳۹ مربوط به کدهای دو یا سه حرفی زبان‌های جهان
  - ایزو ۱-۶۳۹ مربوط به کدهای دو یا سه حرفی زبان‌های جهان قسمت دوم
  - ایزو ۲-۶۳۹ مربوط به کدهای دو یا سه حرفی زبان‌های جهان قسمت سوم
  - ایزو ۳-۶۳۹ مربوط به کدهای دو یا سه حرفی زبان‌های جهان - برای پوشش همه جانبهٔ زبان‌های جهان
- ایزو ۶۴۶ مربوط به جهانی‌سازی دادهای متغیر در ASCII با ۷ بیت
- ایزو ۶۵۷ مربوط به ورق‌های گرم فولادی
- ایزو ۶۶۸ مربوط به تصریح استاندارهای کانتینرهای کشتی‌رانی
- ایزو ۶۹۰ مربوط به شیوهٔ ارجاء به فهرست و منابع (مربوط به منابع و مآخذ)
- ایزو ۷۳۲ مربوط به عکاسی - فیلم‌های نوع ۱۲۰ و ۲۲۰
- ایزو ۸۳۸ مربوط به استاندارهای منگنه زدن و صافی ورق‌های کاغذی
- ایزو ۸۴۳:۱۹۹۷ مربوط به اطلاعات و اسناد - ترجمه کاراکترهای یونانی به رومن
- ایزو ۹۹۹ مربوط به راهنمای فهرست بندی، سازماندهی و نمایش مندرجات

## ایزو ۱۰۰۰ تا ایزو ۹۹۹۹
- ایزو ۱۰۰۰ مربوط به یکان‌ها و توصیه‌نامه‌های استفاده از تقسیم عددی بر مضرب (الکترونیک و کامپیوتر)
- ایزو ۱۰۰۴ مربوط به خاصیت و ترکیب‌شناسی مرکب‌های مغناطیسی
- ایزو ۱۰۰۷ مربوط به فرمت فیلم‌های ۱۳۵ میلی‌متری
- ایزو ۱۵۳۹ مربوط به زبان برنامه‌نویسی فرترن
- ایزو ۱۶۲۹ مربوط به اصطلاحات و نامگذاری عناصر پلیمری (شیمی)
- ایزو ۲۰۰۴
- ایزو ۲۰۰۸
- ایزو ۲۰۲۲ مربوط به فناوری اطلاعات - ساخت بندی کدهای کاراکتریک روش‌های الحاقی
- ایزو ۲۱۰۸ مربوط به استاندارد جهانی شماره‌گذاری کتاب شابک (ISBN)
- ایزو ۲۱۴۵ مربوط به شماره‌گذاری تقسیم‌های زیر مجموعه‌ها در اسناد نوشتاری
- ایزو ۲۱۷۱ مربوط به محصولات گیاهی و آردی
- ایزو ۲۲۸۱ مربوط به استاندار ساعت‌های ضدآب
- ایزو ۲۵۳۳ مربوط به استانداردهای جو و فشار هوا
- ایزو ۲۷۰۹ یک استاندارد بین‌المللی مربوط به توصیف کتابشناختی (Bibliographic Description) می‌باشد. از این استاندارد در دنیای کتابخانه‌های به منظور جابجایی رکوردهای کتابشناختی استفاده می‌شود
- ایزو ۳۰۲۹ مربوط به فیلم‌های ۱۲۶ میلی‌متری
- ایزو ۳۰۸۲ مربوط به سنگ آهن
- ایزو ۳۱۰۳ مربوط به استانداردهای جوشاندن چای براساس حسگرهای چشایی
- ایزو ۳۱۶۶ مربوط به کدهای کشورها و زیر مجموعه‌ها (استانها، مناطق و…)
  - ایزو ۱-۳۱۶۶ مربوط به کد کشورها و مناطق وابسته به آن کشور - اولین توشیح آن در سال ۱۹۷۴
  - ایزو ۱-۳۱۶۶ آلفا کد۲ مربوط به کدهای دو حرفی کشورها
  - ایزو ۱-۳۱۶۶ آلفا کد۳ مربوط به کدهای سه حرفی کشورها
  - ایزو ۱-۳۱۶۶ عددی مربوط به کدهای عددی کشورها
  - ایزو ۲-۳۱۶۶ مربوط به اصول تقسیم‌بندی زیر مجموعه‌های کشورها
  - ایزو ۴-۳۱۶۶ مربوط به جانشین شدن به جای کدهای ۱–۳۱۶۶ که در سال ۱۹۹۸ منتشر شده بود
- ایزو ۳۲۹۷ مربوط به شماره سریال استاندارد بین‌المللی (ISSN)
- ایزو ۳۵۰۶ مربوط به ویژگی‌های مکانیکی جلوگیری از زنگ زدگی - فولاد ضدزنگ
- ایزو ۳۶۰۲ مربوط به برگیری (اقتباس‌ها) رومن به ژاپن - کامپیوتر
- ایزو ۳۶۳۲ مربوط به استاندارهای برآورد کیفیت زعفران
- ایزو ۳۶۳۵ مربوط به اندازه‌ها و سایزبندی لباس‌ها بر حسب جثه مشتری (مانند Mediom)
- ایزو ۳۸۶۴ مربوط به استاندارهای نمایه‌های امنیتی (Safety labels)
- ایزو ۳۹۰۱ مربوط به کدهای استاندار ضبط (ISRC)
- ایزو ۳۹۷۷ مربوط به استاندارهای توربین‌های گازی
- ایزو ۴۱۵۷ مربوط به تقسیم‌بندی ساختمان (معماری)
  - ایزو ۱-۳۱۵۷ مربوط به استاندارهای ساخت و ساز و قسمت‌های ساختمان
  - ایزو ۲-۴۱۵۷ مربوط به شماره‌گذاری اتاق‌ها
  - ایزو ۳-۴۱۵۷ مربوط به خصیصه‌های انواع اتاق ساختمان‌ها
- ایزو ۴۲۱۷ مربوط به کامپیوتر- کدهای کارنسی یا رقمی
- ایزو ۴۸۷۳:۱۹۹۱ مربوط به مبادلات اطلاعاتی - کدهای ۸ رقمی
- ایزو ۵۱۶۷ مربوط به اندازه‌گیری جریان سیار قطع برش عمودی
  - ایزو ۱-۵۱۶۷ مربوط به اصول کلی و مایحتاج
  - ایزو ۲-۵۱۶۷ مربوط به دهانه صفحه‌های فلزی
  - ایزو ۳-۵۱۶۷ مربوط به قطر دهانه لوله‌ها
  - ایزو ۴-۵۱۶۷ مربوط به استانداردهای دهانهٔ واشرها و لوله‌ها
- ایزو ۵۲۱۸ مربوط به استاندارهای جنسیتی
- ایزو ۵۴۵۵ مربوط به استاندارهای معیار نقشه‌کشی - مقیاس
- ایزو ۵۷۷۵ مربوط به استانداردهای تایر و آج بیرونی دوچرخه
- ایزو ۵۸۰۰ مربوط به سرعت فیلم‌های عکاسی
- ایزو ۵۹۶۴ مربوط به راهنمای عرضه و بهبود در بایگانی‌های چند زبانی
- ایزو ۵۹۷۱:۱۹۸۱ مربوط به استانداردهای اندازهٔ لباس - جنس نایلون(Nylons)
- ایزو ۶۱۶۶ مربوط به ساختار کدهای شناسایی و امنیتی جهانی (ISIN)
- ایزو ۶۳۴۴ مربوط به استانداردهای پوشش سطوح تراشکاری و پولیش شده- بررسی اندازه تراش
  - ایزو ۱-۶۳۴۴ مربوط به آزمودن اندازه و سطح تراش
  - ایزو ۲-۶۳۴۴ مربوط به اندازه و سطح تراش - قسمت دوم macrogrits
  - ایزو ۳-۶۳۴۴ مربوط به اندازه و سطح تراش - قسمت سوم macrogrits
- ایزو ۶۴۲۹ مربوط به فناوری اطلاعات - توابع کنترلی برای کدهای کاراکتری
- ایزو ۶۴۳۸ مربوط به مربوط به اطلاعات و اسناد- کاراکترهای آفریقا برای فهرست بندی
- ایزو ۶۷۰۹ مربوط به استاندارهای جهانی طول، عرض و ارتفاع جهانی
- ایزو ۶۹۴۶ مربوط به اجزا و ترکیبات ساخت و ساز - محاسبه مقاومت گرمایی و عبور گرمایی
- ایزو ۷۰۰۱ مربوط به سمبل‌های کامپیوتری عمومی
- ایزو ۷۰۰۲ مربوط به تولیدات غذایی کشاورزی
- ایزو ۷۰۹۸ مربوط به برگیری (اقتباس‌ها) رومن به چینی - کامپیوتر
- ایزو ۷۳۷۲ مربوط به مبادلات تجاری داده‌ها
- ایزو ۱-۷۵۰۱ مربوط به استاندارهای کارتهای شناسایی - خوانش ماشینهای کارت خوان
- ایزو ۷۷۳۶ مربوط به فضای (اندازه) قرارگرفتن رادیوی ماشین در داخل اتاق ماشین
- ایزو ۷۸۱۱ مربوط به استانداردهای کارت‌های مالی - همچنین کارت‌های اعتباری
- ایزو ۷۸۱۱ مربوط به ثبت اطلاعات بر روی کارت‌های شناسایی
- ایزو ۷۸۱۶ مربوط به کارتهای هوشمند
- ایزو ۷۹۴۲ مربوط به هسته‌های کارت‌های گرافیکی کامپیوتر
- ایزو ۸۰۹۰ مربوط به چرخه‌ها - لغت و واژه‌شناسی
- ایزو ۸۳۷۳ مربوط به صنایع سازنده ربوت
- ایزو ۱-۸۵۰۱ مربوط به آماده‌سازی فولاد برای رنگ کاری و استانداردهای لازم
- ایزو ۸۵۵۵ مربوط به سیستم مدیریت محیطی
- ایزو ۸۵۵۹:۱۹۸۹ مربوط به طراحی لباس و دیگر وسائل بر اساس ترکیب بدنی انسان
- ایزو ۸۵۸۳ مربوط به کارت‌های مبادلاتی اقتصادی
  - ایزو ۱-۸۵۸۳ مربوط به کارت‌های مبادلاتی اقتصادی - قسمت دوم، پیغام، عناصر داده‌ها
  - ایزو ۲-۸۵۸۳ مربوط به کارت‌های مبادلاتی اقتصادی - مربوط به روال ثبت کدهای شناسایی مؤسسه‌ها و نهادها
- ایزو ۳-۸۵۸۳ مربوط به کارت‌های مبادلاتی اقتصادی - قسمت سوم
- ایزو ۸۶۰۱ مربوط به شاخص‌های زمان و تاریخ
- ایزو ۸۶۱۳ مربوط به سبک‌ها و روش‌های سندهای آزاد معماری
- ایزو ۸۶۳۲ مربوط به ذخیره‌سازی فایل‌های گرافیکی در کامپیوتر - فرمت CGM.
- ایزو ۸۶۵۱ مربوط به زبان پیوندی سیسنم هسته‌ای گرافیک - کامپیوتر
- ایزو ۸۶۵۲ مربوط به فنآوری اطلاعات - زبان‌های برنامه‌نویسی
- ایزو ۸۸۰۵ مربوط به زبان برنامه‌نویسی سه بعدی برای هسته‌های گرافیکی - زبان برنامه‌نویسی سی (C)
- ایزو ۴-۸۸۰۶ مربوط به زبان برنامه‌نویسی سه بعدی برای هسته‌های گرافیکی
- ایزو ۸۸۰۷ مربوط به زبان‌های برنامه‌نویسی سفارش موقتی - اوتوس Lotos
- ایزو ۸۸۲۴ مربوط به استاندارهای انتزاعی حاشیه برداری ASN.۱ - کامپیوتر
- ایزو ۸۸۲۵ مربوط به رمزگذاری ASN.۱
- ایزو ۸۸۵۹ مربوط به استاندارهای کاراکترهای ۸ بیت ای
  - ایزو ۲-۸۸۵۹ مربوط به استاندارهای کاراکترهای ۸ بیت ای - لاتین ۲
  - ایزو ۳-۸۸۵۹ مربوط به استاندارهای کاراکترهای ۸ بیت ای - اروپای جنوبی
  - ایزو ۴-۸۸۵۹ مربوط به استاندارهای کاراکترهای ۸ بیت ای - اروپای شمالی
  - ایزو ۵-۸۸۵۹ مربوط به استاندارهای کاراکترهای ۸ بیت ای - روسی و بلغاری
  - ایزو ۶-۸۸۵۹ مربوط به استاندارهای کاراکترهای ۸ بیت ای - عربی
  - ایزو ۷-۸۸۵۹ مربوط به استاندارهای کاراکترهای ۸ بیت ای - یونانی
  - ایزو ۸-۸۸۵۹ مربوط به استاندارهای کاراکترهای ۸ بیت ای - عبری
  - ایزو ۹-۸۸۵۹ مربوط به استاندارهای کاراکترهای ۸ بیت ای- لاتین ۵
  - ایزو ۱۰-۸۸۵۹ مربوط به استاندارهای کاراکترهای ۸ بیت ای - لاتین ۶ - سازماندهی دوباره لاتین ۵
  - ایزو ۱۱-۸۸۵۹ مربوط به استاندارهای کاراکترهای ۸ بیت ای - تایلندی
  - ایزو ۱۳-۸۸۵۹ مربوط به استاندارهای کاراکترهای ۸ بیت ای - لاتین ۷ - بالتیک
  - ایزو ۱۴-۸۸۵۹ مربوط به استاندارهای کاراکترهای ۸ بیت ای - لاتین ۸ - سلتیک
  - ایزو ۱۵-۸۸۵۹ مربوط به استاندارهای کاراکترهای ۸ بیت ای - لاتین ۹ - تجدید نظر در لاتین ۱
  - ایزو ۱۶-۸۸۵۹ مربوط به استاندارهای کاراکترهای ۸ بیت ای - لاتین ۱۰ - جنوب غربی اروپا
- ایزو ۸۸۷۹ مربوط به استانداردهای زبان برنامه‌نویسی اینترنت اس.جی.ام. ال SGML
- ایزو ۹۰۰۰ مربوط به استاندارهای مدیریت کیفیت جامع تعاریف و واژگان
- ایزو ۹۰۰۱ مربوط به استانداردهای مدیریت کیفیت
- ایزو ۹۰۶۹ مربوط به امکانات پشتیبانی‌کننده از زبان برنامه‌نویسی اس.جی.ام.ال
- ایزو ۹۰۷۵ مربوط به استانداردهای پرس و جو در برنامه‌نویسی دیتا بیس DATA BASE- پایگاه داده‌ها
- ایزو ۹۱۲۶ مربوط به نرم‌افزارهای مدل‌سازی کیفیت
- ایزو ۹۱۴۱ مربوط به استانداردهای اتصال داخلی شبکه در سیستم‌های حمل و نقل
  - ایزو ۲-۹۱۴۱ مربوط به استانداردهای OBD II
- ایزو ۹۲۴۱ مربوط به استانداردها و وسائل رفاه کار انسانی (آرگونومی) در سازمان‌ها
- ایزو ۹۳۶۲ مربوط به کدهای هویت ای بانک‌ها - BIC کدها
- ایزو ۹۴۰۷ مربوط به اندازه کفش
- ایزو ۹۵۴۱ مربوط به فنآوری اطلاعات - مبادلات و استانداردهای فونت
  - ایزو ۱-۹۵۴۱ مربوط به فنآوری اطلاعات - مبادلات و استانداردهای فونت قسمت اول
  - ایزو ۲-۹۵۴۱ مربوط به فنآوری اطلاعات - مبادلات و استانداردهای فونت قسمت دوم
  - ایزو ۳-۹۵۴۱ مربوط به فنآوری اطلاعات - مبادلات و استانداردهای فونت قسمت سوم- شکلک‌ها
- ایزو ۹۵۶۴ مربوط به بانک داری - شماره شناسایی فردی یا پین کد در دستگاه‌های خودپرداز
- ایزو ۹۵۷۹ مربوط به فنآوری اطلاعات - پایگاه اطلاعاتی برای اس. کیو. ال SQL
- ایزو ۹۵۹۲ و ۹۵۹۳ مربوط به عملیات گرافیکی جهت کنترل، تعریف، اصلاح و ذخیره و نمایش داده‌های گرافیکی سلسله مراتبی
- ایزو ۹۶۶۰ مربوط به کامپیوتر - فایل‌های سیستمی دستگاه سی. دی رام CD-Rom
- ایزو ۹۸۶۹ مربوط به استانداردهای عایق بندی گرمایی
- ایزو ۹۸۹۹ مربوط به زبان برنامه‌نویسی سی
- ایزو ۹۹۴۵ مربوط به سیستم‌های قابل حمل و نقل Portabl
- ایزو ۹۹۸۴ مربوط به تبدیل کاراکترهای گرجستانی به رومن
- ایزو ۹۹۸۵ مربوط به تبدیل کاراکترهای ارمنستانی به رومن
- ایزو ۹۹۹۲:۱۹۹۹ مربوط به کارت‌های تجاری - کارت‌های مدار مجتمع
- ایزو ۹۹۹۹ مربوط به کمک‌های فنی به افراد ناتوان و معلول

## ایزو ۱۰۰۰۰ تا ایزو ۱۹۹۹۹
- ایزو ۱۰۰۰۶ مربوط به مدیریت کیفیت - راهنما کیفیت در مدیریت پروژه
- ایزو ۱۰۰۰۷ مربوط به مدیریت کیفیت - راهنمای کیفیت در مدیریت اقتضایی
- ایزو ۱۰۰۱۷ مربوط به تجزیه و تحلیل داده‌ها و اطلاعات
- ایزو ۱۰۰۱۲ مربوط به مدیریت سیستمی - لوازم اندازه‌گیری روندها
- ایزو ۱۰۰۲۱ مربوط به سیستم تبادل متنی جهت دار MOTIS
- ایزو ۱۰۰۲۶ مربوط به سیستم‌های داخلی باز
- ایزو ۱۰۰۷۷ مربوط به پنجره‌های دو جداره - عایق‌های حرارتی
- ایزو ۱۰۰۸۹ مربوط به فنآوری اطلاعات - دیسک‌های اپتیکال ۱۳۰ میلی‌متری
- ایزو ۱۰۱۶۰ مربوط به سیستم‌های کتابداری
- ایزو ۱۰۱۶۱ مربوط به استانداردهای سیستم‌های کتابداری
- ایزو ۱۰۱۷۹:۱۹۹۶ مربوط به شیوه‌های معنی‌شناسی سندها
- ایزو ۱۰۲۰۲:۱۹۹۱ مربوط به کارت‌های تجاری - ساخت دهی امنیتی به اقتصاد
- ایزو ۱۰۲۰۶ مربوط به زبان برنامه‌نویسی پاسکال - بسط داده شده
- ایزو ۱۰۲۱۱ مربوط به استانداردهای گرمایی پل‌ها
- ایزو ۱۰۲۷۹ مربوط به زبان برنامه‌نویسی بیسیک
- ایزو ۱۰۳۰۳ مربوط به سیستم‌های صنعتی یکپارچه و خودکار
- ایزو ۱۰۳۸۳ مربوط به وسائل امنیتی اقتصادی - کدهای مبادلاتی و بازاریابی MIC
- ایزو ۱۰۴۸۷ مربوط به استانداردهای سامانه‌های اتصال مسافران ماشین
- ایزو ۱۰۶۲۸ مربوط به نمودار جریان کار برای روال‌های ماشین
- ایزو ۱۰۶۴۶ مربوط به مجموعه کاراکترهای جهانی
- ایزو ۱۰۶۶۴ مربوط به شیوه‌های شش وجهی داخلی اتوموبیل
- ایزو ۱۰۹۵۷ مربوط به اطلاعات و اسناد - شماره‌های بین‌المللی موسیقی ISMN
- ایزو ۱۰۹۶۲ مربوط به امنیت وسائل اقتصادی و مالی - کدهای
- ایزو ۱۱۰۶۴ مربوط به طراحی آرگونومیک
  - ایزو ۱-۱۱۰۶۲ مریوط به اصول طراحی مراکز کنترل
  - ایزو ۲-۱۱۰۶۲ مربوط به اصول سازماندهی قسمت‌های کنترل
  - ایزو ۳-۱۱۰۶۲ مربوط به طرح بندی اتاق‌های کنترل
  - ایزو ۳-۱۱۰۶۲:۲۰۰۴ مربوط به طرح بندی ایستگاه‌های کامپیوتری
  - ایزو ۳-۱۱۰۶۲:۲۰۰۵ مربوط به وسائل و امکانات محیطی مورد نیاز در مراکز کنترل
- ایزو ۱۱۱۷۲ مربوط به ساختمان فایل‌های تصویری - MPEG۱
- ایزو ۱۱۱۷۰:۲۰۰۳ مربوط به قدرت ماده سیال در وسائل هیدرولیک
- ایزو ۱۱۱۷۹ مربوط به فنآوری اطلاعات - رجیستریهای فراداده
  - ایزو ۱-۱۱۱۷۹:۲۰۰۴ مربوط به چهارچوب بندی رجیستریهای فراداده
  - ایزو ۲-۱۱۱۷۹:۲۰۰۵ مربوط به طبقه‌بندی رجیستریهای فراداده
  - ایزو ۳-۱۱۱۷۹:۲۰۰۳ مربوط به فرا رجیستری و ساختار پایهٔ آن
  - ایزو ۴-۱۱۱۷۹:۲۰۰۴ مربوط به ساختمان تعریف داده‌ها
  - ایزو ۵-۱۱۱۷۹:۲۰۰۵ مربوط به اصول نامگذاری و شناسایی
  - ایزو ۶-۱۱۱۷۹:۲۰۰۵ مربوط به ثبت و اصلاح
- ایزو ۱۱۱۸۰ مربوط به نشانی یابی پستی
- ایزو ۱۱۴۰۴ مربوط به داده‌های وابسته زبانی - کامپیوتر
- ایزو ۱۱۵۷۸:۱۹۹۵۶ مربوط به فنآوری اطلاعات - تبادل اطلاعات و سازگاری بین سیستم‌های متفاوت با استانداردهای متفاوت OSI
- ایزو ۱۱۷۸۳ مربوط به پروتکل‌ها و قوانین کشاورزی صنعتی
- ایزو ۱۱۸۰۱ مربوط به فنآوری اطلاعات - اساس عمومی کابل کشی برای مشتریان
- ایزو ۱۱۸۹۸ مربوط به وسایل حمل و نقل جاده‌ای - شبکه کنترل‌کننده CAN
- ایزو ۱۲۰۰۶ مریوط به ساختمان‌های اطلاعاتی
- ایزو ۱۳۲۳۹ مربوط به کنترل سطح بالای پیوندهای داده‌ای HDLC
- ایزو ۱۳۲۳۹ مربوط به اس. کیو. ال چند رسانه‌ای
- ایزو ۱۳۲۵۰ مربوط به سرفصل نقشه‌ها
- ایزو ۱۳۳۴۶ مربوط به سرعت و ساختمان داده‌ها برای رایت
- ایزو ۱۳۳۷۰ مربوط به خصوصیات گرمایشی ساختمان - انتقال گرما از طریق زمین
- ایزو ۱۳۴۰۶ مربوط به وسائل ارگونومی برای کار
  - ایزو ۱-۱۳۴۰۶:۱۹۹۹ مربوط به وسائل ارگونومی - مقدمه و معرفی
  - ایزو ۲-۱۳۴۰۶:۱۰۰۲ مربوط به وسائل ارگونومی - پانل‌های تخت
- ایزو ۱۳۴۰۷:۱۹۹۹ مربوط به طراحی مراکز انسانی برای سیستم متعامل
- ایزو ۱۳۴۵۰ مربوط به فرمت فیلم‌های ۱۱۰ میلی‌متری
- ایزو ۱۳۴۸۵:۲۰۰۳ مربوط به مدیریت جامع سیستم‌ها برای طراحی و تولید ابزار پزشکی
- ایزو ۱۳۴۹۰ مربوط به فنآوری اطلاعات - برای دیسک‌ها و فایل یکبار خوانشی و یکبار بازنویسی
- ایزو ۱-۱۳۵۶۷ مربوط به فنون مستندسازی محصولات
- ایزو ۱۳۵۶۸:۲۰۰۲ مربوط به فنآوری اطلاعات - فرمت زی Z
- ایزو ۱۳۶۱۶ شمارگذاری حساب‌های بانکی IBAN
- ایزو ۱-۱۳۸۴۹ اصول عمومی طراحی سیستم‌های کنترل برای تشکیلات امن و سالم
- ایزو ۱۳۸۱۸ مربوط به فرمت فایل‌های تصویری - MPEG۲
- ایزو ۱۴۰۰۰ مربوط به استانداردهای مدیریت محیطی
- ایزو ۱۴۰۰۱ مربوط به مدیریت محیطی
- ایزو ۱۴۰۶۴ مربوط به گازهای گلخانه‌ای
- ایزو ۱۴۲۳۰ مربوط به وسائل حمل و نقل جاده‌ای - سیستم تشخیصی
  - ایزو ۱-۱۴۲۳۰ لایه‌های فیزیکی
  - ایزو ۲-۱۴۲۳۰ مربوط به لایه‌های پیوند داده‌ها
  - ایزو ۳-۱۴۲۳۰ مربوط به استعمال لایه‌ها و طبقه‌بندی
  - ایزو ۴-۱۴۲۳۰ مربوط به لوازم خروج مایع - سیستم به هم پیوسته
- ایزو ۱۴۴۴۳ مربوط به کارت‌های شناسایی - کارت‌های تماسی و مجاورتی
- ایزو ۱۴۴۹۶ مربوط به فرمت فایل‌های تصویری - MPEG۴
- ایزو ۱۴۶۴۴ مربوط به استانداردهای نظارت محیطی - سیستم‌های تهویه مطبوع
  - ایزو ۱-۱۴۶۴۴ مربوط به طبقه‌بندی دستگاه‌های تهویه مطبوع
  - ایزو ۲-۱۴۶۴۴ مربوط به آزمایش و نمایش دادن درستی کار
  - ایزو ۳-۱۴۶۴۴ مربوط به مقیاس‌ها و میزان‌های جهانی
  - ایزو ۴-۱۴۶۶۶ مربوط به میزان‌های طراحی، ساختمان و شروع کار
  - ایزو ۵-۱۴۶۴۴ مربوط به عملیات
  - ایزو ۶-۱۴۶۴۴ مربوط به لغات تخصصی
  - ایزو ۷-۱۴۶۴۴ مربوط به دستگاه‌های جداکننده
  - ایزو ۸-۱۴۶۴۴ مربوط به طبقه‌بندی ذرات مولکولی ناپاک معلق در هوا
  - ایزو ۹-۱۴۶۴۴ مربوط به استانداردهای صافی‌های تمیزکننده
- ایزو ۱۴۶۵۱ مربوط به فنآوری اطلاعات - واخواست رشته‌ای جهانی
- ایزو ۱-۱۴۶۹۸ مربوط به کنترلرهای Bio-contamination
  - ایزو ۲-۱۴۶۹۸ مربوط به سنجش و تفسیر Bio-contamination
- ایزو ۱۴۸۵۰ مربوط به فنآوری اطلاعات - پردازش توزیع باز
- ایزو ۱۴۷۵۵ مربوط به رمز گشایی داده‌ای ورودی
- ایزو ۱۴۸۸۲ مربوط به زبان برنامه‌نویسی ++C
- ایزو ۱۴۹۱۵ مربوط به نرم‌افزار آرگونومیک برای پایانه‌های چند رسانه‌ای کاربرها
  - ایزو ۱-۱۴۹۱۵ مربوط به اصول کلی طراحی
  - ایزو ۲-۱۴۹۱۵ مربوط به ابزار ناوبری چند رسانه‌ای
  - ایزو ۱-۱۴۹۱۵:۲۰۰۲ مربوط به اصول کلی
  - ایزو ۲-۱۴۹۱۵:۲۰۰۳ مربوط به ابزار ناوبری چند رسانه‌ای
  - ایزو ۳-۱۴۹۱۵:۲۰۰۲ مربوط به رجحان رسانه‌ای و ترکیب
- ایزو ۱۴۹۷۱ مربوط به وسائل پزشکی و دارویی - مدیریت ریسک برای اقلام دارویی و پزشکی
- ایزو ۱۴۹۷۷ مربوط به بسط سیستم بکوس (سیستمی برای توصیف ترکیب یک زبان و قابل استفاده برای عرضه قالبهای دادهای و زبان‌های رایانهای)
- ایزو ۱۵۰۰۰ مربوط به زبان‌های برنامه‌نویسی اینترنت ای - ebXML نوع ساده شدهٔ زبان برنامه‌نویسی اس.جی.اک.ال SGML
  - ایزو ۱-۱۵۰۰۰ مربوط به پروتکل‌های هماهنگی
  - ایزو ۲-۱۵۰۰۰ مربوط به مشخصات خدمات پیغام‌رسان
  - ایزو ۳-۱۵۰۰۰ مربوط به ساختار اطلاعاتی رجیستری
  - ایزو ۴-۱۵۰۰۰ مربوط به مشخصات خدمات ثبت کردن
  - ایزو ۵-۱۵۰۰۰ مربوط به مشخصات و امکانات تکنیکی هسته‌های ebXML
- ایزو ۱۵۰۳۳ مربوط به رویه‌های مورد نیاز برای پیغام‌رسانی
- ایزو ۱۵۰۹۹ مربوط به خصوصیات گرمایشی پنجره‌ها و درها
- ایزو ۱۵۱۸۹ مربوط به آزمایشگاه‌های پزشکی - شرایط خاص برای کیفیت و کفایت
- ایزو ۱۵۲۸۸ مربوط به مهندسی سیستم‌ها - روند گردونهٔ حیات سیستم
- ایزو ۱۵۲۸۹ مربوط به مهندسی سیستم و نرم‌افزار - شامل خود سیستم و گردونهٔ حیات نرم‌افزارها
- ایزو ۱۵۲۹۱ مربوط به فنآوری اطلاعات - زبان‌های برنامه‌نویسی
- ایزو ۱۵۴۰۸ مربوط به معیارهای عمومی و معمول - معیارهای عمومی برای فنآوری اطلاعات
- ایزو ۱۵۴۳۴ مربوط به بارکدهای نوع ماتریسی
- ایزو ۱۵۴۴۴ مربوط به فرمت فایل‌های تصویری - JPEG ۲۰۰۰
- ایزو ۱۵۴۴۵ مربوط به استانداردهای برنامه‌نویسی تحت وب - اچ.تی.ام.ال HTML
- ایزو ۱۵۵۰۴ مربوط به نرم‌افزار فریم ورک (Framework) برای ارزیابی چگونه کار کردن نرم‌افزارهای سیستم‌عامل
- ایزو ۱۳-۱۵۶۱۴:۲۰۰۲ مربوط به استانداردها و خصوصیات جوشکاری
- ایزو ۱۵۶۸۶ مربوط به برنامه‌ریزی خدمات حیاتی در ده بخش
- ایزو ۱۵۶۹۳ مربوط به دستگاه‌های گیرنده و فرستنده یا ترنسپوندرها - دستگاه گیرنده یا اداری که به محض دریافت پیغام مخابره‌ای، به‌طور خودکار آن را جواب می‌دهد
- ایزو ۱۵۷۰۶ مربوط به استانداردهای بین‌المللی شماره دستگاه‌های دوگانه صوتی و تصویری
- ایزو ۱۵۷۰۷ مربوط به استانداردهای بین‌المللی کدگذاری Musical Work
- ایزو ۱۵۸۳۶ مربوط به مجموعه خواص هسته‌های فرا داده دوبلین ای
- ایزو ۱۵۸۹۷ مربوط به استانداردهای رجیستر کردن در سیستم‌عامل یونیکس
- ایزو ۱۵۹۲۴ مربوط به کدهای مورد استفاده در نامگذاری اسکریپت‌ها
- ایزو ۱۵۹۳۰ مربوط به فرمت فایل‌های خوانشی - پی.دی.اف PDF
- ایزو ۱۵۹۴۸:۲۰۰۳ مربوط به فرمت فایل‌های تصویری - پی.ان.جی PNG
- ایزو ۱۶۵۰۰ مربوط به استانداردهای عمومی دستگاه‌های دیجیتال صوتی و تصویری
- ایزو ۱۶۰۷۱:۲۰۰۳ مربوط به ارگونومی در تعامل با سیستم‌های انسانی
- ایزو ۱۶۲۶۲ مربوط به اسکریپت‌های شرکت‌های کامپیوتری اروپا
- ایزو ۱۶۷۵۰ مربوط به وسائل حمل و نقل جاده‌ای - شرایط محیطی و سازگاری وسائل الکترونیکی
- ایزو ۱۶۹۴۹ مربوط به سیستم مدیریت کیفیت - الزامات مخصوص
- ایزو ۱۶۹۸۲:۲۰۰۲ مربوط به ارگونومی در تعامل با محیط‌های انسانی
- ایزو ۱۷۰۲۴:۲۰۰۳ مربوط به امکانات و شرایط لازم برای حفظ ایمنی در محیط‌های کاری
- ایزو ۱۷۰۲۵ مربوط به استانداردهای عمومی برای کفایت در آزمایش - آزمایشگاه‌ها
- ایزو ۱۷۷۷۶ مربوط به استانداردهای صنایع تولیدکنندهٔ نفت خام
- ایزو ۱۷۷۹۹ مربوط به فنآوری اطلاعات - رمزهای تمرینی برای مدیریت امنیت اطلاعات
- ایزو ۱۷۸۹۴ مربوط به استانداردهای کشتی‌ها و زیر دریایی‌ها - لازمه‌های الکترونیک و رایانه‌ای
- ایزو ۷-۱۸۰۰۰ مربوط به استانداردهای رادیوهای و مکانیاب‌های بی‌سیم
- ایزو ۱۸۰۰۴ مربوط به استانداردسازی کدهای کیو. آر QR
- ایزو ۱۸۰۰۹ مربوط به فنآوری اطلاعات - زبان‌های برنامه‌نویسی
- ایزو ۱۸۱۵۲:۲۰۰۳ مربوط به آرگونومی و تعامل با سیستم‌های انسانی - ارزیابی
- ایزو ۱۸۱۸۵ مربوط به استانداردهای بی‌سیم دریایی برای رادیوها و مکانیاب‌های بی‌سیم
- ایزو ۱۸۲۴۵ مربوط به استانداردهای انتسابی به کدهای بازرگانی - MCC برای عمدتاً خرده فروشی‌ها
- ایزو ۱۸۵۲۹:۲۰۰۰ مربوط به آرگونومی در تعملات سیستم انسانی - گردونه حیات مراکز انسانی
- ایزو ۱۸۶۲۹ مربوط به استانداردهای زبان برنامه‌نویسی PSL
- ایزو ۱۸۶۲۹ مربوط به استانداردهای فایل‌های خوانشی - PDF
- ایزو ۱۹۰۱۱ مربوط به استانداردهای فراهم‌کننده حسابرسی بر مدیریت محیطی و کیفیت
- ایزو ۱-۱۹۰۹۲ مربوط به سیستم‌های اقتصادی - امنیتی - قالب شیوه امنیتی
- ایزو ۲-۱۹۰۹۲ مربوط به سیستم‌های اقتصادی - امنیتی - هم‌خوانی پیغام‌ها و امکانات نهفته
- ایزو ۱۹۱۰۱ مربوط به اطلاعات جغرافیایی - الگوهای مرجع
- ایزو ۱۹۱۰۵ مربوط به اطلاعات جغرافیایی - متابعت و پیروی و آزمایش
- ایزو ۱۹۱۰۷ مربوط به اطلاعات جغرافیایی - روش‌های فاصله‌ای و فضایی
- ایزو ۱۹۱۰۸ مربوط به اطلاعات جغرافیایی - روش‌های گرمایی
- ایزو ۱۹۱۰۹ مربوط به اطلاعات جغرافیایی - قوانین برای روش‌های به‌کارگیری
- ایزو ۱۹۱۱۰ مربوط به اطلاعات جغرافیایی - اسلوب‌شناسی خصیصه‌های فهرست بندی شده
- ایزو ۱-۱۹۱۱۱ مربوط به اطلاعات جغرافیایی - مختصات فضایی
- ایزو ۲-۱۹۱۱۱ مربوط به اطلاعات جغرافیایی - منابع فضایی به وسیله تشخیص دهنده‌ها
- ایزو ۱۹۱۱۳ مربوط به اطلاعات جغرافیایی - اصول کیفیتی
- ایزو ۱۹۱۱۴ مربوط به اطلاعات جغرافیایی - روندهای ارزشیابی کیفیت
- ایزو ۱۹۱۱۵ مربوط به اطلاعات جغرافیایی - فرا داده‌ها
- ایزو ۱۹۱۲۳ مربوط به اطلاعات جغرافیایی - اصول پوششی
- ایزو ۱۹۱۲۸ مربوط به اطلاعات جغرافیایی - سرویس‌های وب مپ - خدمات نقشه‌های منتشر شده از طریق اینترنت یا شبکه‌های بی‌سیم
- ایزو ۱۹۱۳۱ مربوط به اطلاعات جغرافیایی - مشخصات اطلاعات تولیدی
- ایزو ۱۹۱۳۶ مربوط به اطلاعات جغرافیایی - سیسنم کدگذاری جغرافیایی برای کامپیوتر
- ایزو ۱۹۵۰۱ مربوط به زبان برنامه‌نویسی یو.ام.ال UML
- ایزو ۱۹۵۰۲ مربوط به‌ام. ا. اف
- ایزو ۱۹۵۰۳ مربوط به فراداده‌های مبادلاتی در زبان برنامه‌نویسی ایکس.اک.ال - XMI
- ایزو ۱۹۷۵۷ مربوط به زبان برنامه‌نویسی دی.اس.دی.ال DSDL
  - ایزو ۲-۱۹۷۵۷ مربوط به زبان‌های برنامه‌نویسی - ارزیابی دستور زبانی
  - ایزو ۳-۱۹۷۵۷ مربوط به زبان‌های برنامه‌نویسی - ارزیابی روالی
- ایزو ۱۹۷۷۰ مربوط به فنآوری اطلاعات - مدیریت دارایی نرم‌افزار
- ایزو ۱۹۷۹۰ مربوط به امکانات امنیتی برای مدل‌های نهفته - FIPS
- ایزو ۱۹۷۹۴ مربوط به فنآوری اطلاعات - تعیین ویژگی‌های بیولوژیک و زیستی با فرمت انتقال داده‌های بیولوژیک برای تشخیص هویت
  - ایزو ۱-۱۹۷۹۴:۲۰۰۶ مربوط به قالب کار
  - ایزو ۲-۱۹۷۹۴:۲۰۰۵ مربوط به (FMD (Finger minutiae data - انگشت نگاری
  - ایزو ۳-۱۹۷۹۴:۲۰۰۶ مربوط به اطلاعات طیفی انگشت نگاری
  - ایزو ۴-۱۹۷۹۴:۲۰۰۵ مربوط به اطلاعات انگشت نگاری
  - ایزو ۵-۱۹۷۹۴:۲۰۰۵ مربوط به اطلاعات صورت اشخاص
  - ایزو ۶-۱۹۷۹۴:۲۰۰۵ مربوط به اطلاعات عنبیه افراد
  - ایزو ۷-۱۹۷۹۴:۲۰۰۷ مربوط به اطلاعات سری‌های زمانی دست خط و امضا
  - ایزو ۸-۱۹۷۹۴:۲۰۰۶ مربوط به اطلاعات الگوی استخوانی انگشت
  - ایزو ۹-۱۹۷۹۴:۲۰۰۷ مربوط به اطلاعات آوند ی
  - ایزو ۱۰-۱۹۷۹۴:۲۰۰۷ مربوط به اطلاعات هندسی نقاشی سیاه دست

## ایزو ۲۰۰۰۰ تا ایزو ۲۹۹۹۹
- ایزو ۲۰۰۰۰:۲۰۰۵ مربوط به مدیریت آی.تی
- ایزو ۲۰۰۲۲ مربوط به سرویس‌های اقتصادی - صنایع اقتصادی جهانی
- ایزو ۲۰۹۴۳ مربوط به فنآوری اطلاعات - روند دستیابی به رجیستریهای فراداده
  - ایزو ۱-۲۰۹۴۳:۲۰۰۳ مربوط به عناصیر داده‌ای
  - ۳-۲۰۹۴۳:۲۰۰۴ مربوط به ارزش و خاصیت‌های دامنه اینترنتی
- ایزو ۲۲۰۰۰ مربوط به صنایع غذایی - ویژگی‌های عمومی برای تمام صنایع مرتبت در زنجیره صنایع غذایی
- ایزو ۲۲۰۰۳ مربوط به مدیریت سلامت غذایی - ویژگی‌ها برای بدن انسان
- ایزو ۲۲۲۵۰ مربوط به زبان معیار توصیفی برای ایکس. ام. ال
  - ایزو ۱-۲۲۲۵۰:۲۰۰۲ مربوط به معیارهای توصیفی برای هسته‌های ریلکس RELAX
- ایزو ۲۲۳۹۹:۲۰۰۷ مربوط به امنیت اجتماعی - راهنما برای آمادگی و اجرا
- ایزو ۲۳۲۷۰:۲۰۰۳ مربوط به برنامه‌نویسی #C
- ایزو ۲۳۳۶۰ مربوط به استانداردهای سیستم لینوکس
  - ایزو ۱-۲۳۳۶۰ مربوط به ویژگی‌های عمومی
  - ایزو ۲-۲۳۳۶۰ مربوط به ساختارمندی IA۳۲ بیت
  - ایزو ۳-۲۳۳۶۰ مربوط به ساختارمندی IA۶۴ بیت
  - ایزو ۴-۲۳۳۶۰ مربوط به ساختارمندی AMD۶۴ بیت
  - ایزو ۵-۲۳۳۶۰ مربوط به ساختارمندی PPC۳۲ بیت
  - ایزو ۶-۲۳۳۶۰ مربوط به ساختارمندی PPC۶۴ بیت
  - ایزو ۷-۲۳۳۶۰ مربوط به ساختارمندی S۳۹۰
  - ایزو ۸-۲۳۳۶۰ مربوط به ساختارمندی S۳۹۰
- ایزو ۲۳۹۵۰ مربوط به استانداردهای کتابخانه‌ای - قوانین برای جستجو و بازیافت اطلاعات
- ایزو ۲۴۷۲۷ مربوط به کارت‌های شناسایی - کارت‌های مدار مجتمع
  - ایزو ۱-۲۴۷۲۷ مربوط به طراحی و قالب بندی
  - ایزو ۲-۲۴۷۲۷ مربوط به کارت‌های اینترفیس عمومی
  - ایزو ۳-۲۴۷۲۷ مربوط به امکانات و شرایط وصل شدن
  - ایزو ۴-۲۴۷۲۷ مربوط به مدیریت‌کنندهٔ سیستم آی.پی.آی (سیستم‌های متعامل درونی سیستم‌عامل)
  - ایزو ۵-۲۴۷۲۷ مربوط به آزمایش
  - ایزو ۶-۲۴۷۲۷ مربوط به روند اختیار ثبت برای تصدیق
- ایزو ۲۴۷۶۲:۲۰۰۸ مربوط به فنآوری اطلاعات - فنون امنیتی - راهنما برای مبادلات اطلاعاتی
- ایزو ۲۵۹۶۱ مربوط به تمرینات توصیه شده برای طراحی و شرح نرم‌افزار
- ایزو ۲۶۰۰۰ مربوط به راهنماهایی دربارهٔ مسئولیت‌های اجتماعی
- ایزو ۲۶۳۰۰ مربوط به فرمت ا.دی.اف - odf.
- ایزو ۲۷۰۰۱ مربوط به فنآوری اطلاعات - فنون امنیتی - سیستم مدیریت امنیت اطلاعات

## ایزو ۳۰۰۰۰ تا ایزو ۳۹۹۹۹
- ایزو ۳۰۴۰۱ مربوط به پیاده‌سازی مدیریت دانش
- ایزو ۳۲۰۰۰ مربوط به فرمت فایل‌های خوانشی - پی.دی. اف
- ایزو ۳۸۵۰۰ مربوط به شخصیت حقوقی نظارت بر فنآوری اطلاعات

## پیوندهای دیگر
- لیست استانداردهای EN
- لیست استانداردهای IEC